# Anita Leocádia Prestes
Anita Leocádia Benario Prestes (Berlín, 27 de noviembre de 1936) es una historiadora brasileña, hija de los militantes comunistas Olga Benário (1908-1942), y Luís Carlos Prestes (1898-1990)

## Biografía
La vida de Anita es considerada como una continuación de la historia de sus padres. Nació en la Prisión nazi de Mujeres, de Bressinimstrasse; y al término de su lactancia, con 14 meses, Anita fue recibida por su abuela paterna, Leocádia Prestes.
Ya en Brasil con su padre, Anita Prestes se formó, en 1964, en química industrial en la Escuela Nacional de Química de la antigua Universidad de Brasil, hoy Universidad Federal de Río de Janeiro (UFRJ). En 1966, en plena dictadura, obtiene el título de master en química orgánica.
A principios del decenio de 1970, Anita se exilia en la URSS. En agosto de 1972, fue acusada en Brasil por sus actividades políticas. Fue juzgada en rebeldía en junio de 1973, y condenada, en ausencia, a cuatro años y seis meses de prisión por el "Consejo Permanente de Justicia para el Ejército" (la Corte Suprema del Ejército).
En diciembre de 1975, recibió el título de doctora en Economía y en Filosofía en el "Instituto de Ciencias Sociales de Moscú. Cuatro años más tarde, en septiembre de 1979, la justicia anuló la sentencia condenatoria de prisión para Anita, en razón de la primera ley de amnistía en Brasil.

## Retorno a Brasil desde el exilio
En enero de 1990, Prestes recibió un doctorado en Historia de la Universidad Federal Fluminense, defendiendo la tesis A Coluna Prestes (La Columna Prestes), que fue el movimiento comandado por su padre, y que con al menos 1.500 militantes, combatieron contra Artur Bernardes (1875-1955), en su presidencia entre 1922 a 1926. En 2011 continúa como profesora asociada retirada de Historia de Brasil, puesto que oposicionó por concurso público en 1992, y retirándose en 2007. Continúa enseñando en las Maestrías y Doctorados en Historia Comparada, en la Universidad Federal de Río de Janeiro (UFRJ).

## Honores
Reparaciones
- 2004, recibió una indemnización de R$100 mil por la Ley de Amnistía, que donó al Instituto Nacional del Cáncer.[2]